# Pouyastruc
Pouyastruc ist eine französische Gemeinde mit 650 Einwohnern (Stand 1. Januar 2022) im Département Hautes-Pyrénées in der Region Okzitanien in den Vor-Pyrenäen. Sie gehört zum Kanton Les Coteaux.

## Geografie
Pouyastruc liegt zwischen Lizos im Südwesten und Castelvieilh im Nordosten, 3,3 Kilometer nordwestlich von Boulin und 8 Kilometer nordöstlich der Stadt Tarbes im Tal des Flusses Estéous in der Bigorre.

## Geschichte
Ein Spitzname von Pouyastruc ist Toupiès („Töpferei“), weil der Ort bis ins 19. Jahrhundert ein wichtiges Töpfereizentrum war. Auch der andere Spitznamen der Ortschaft, Los Escudelèrs („Schälchenhersteller“), verweist auf die Herstellung von Töpferwaren.
1793 erhielt Pouyastruc im Zuge der Französischen Revolution den Status einer Gemeinde und 1801 das Recht auf kommunale Selbstverwaltung. 1803 wurde es der Hauptort des Kantons und löste Aubarède ab.
| Jahr      | 1793 | 1806 | 1831 | 1836 | 1851 | 1866 | 1911 | 1921 | 1946 | 1962 | 1975 | 1982 | 1999 | 2006 |
| --------- | ---- | ---- | ---- | ---- | ---- | ---- | ---- | ---- | ---- | ---- | ---- | ---- | ---- | ---- |
| Einwohner | 408  | 578  | 677  | 706  | 706  | 626  | 515  | 415  | 326  | 294  | 357  | 494  | 538  | 612  |

Am meisten Einwohner hatte Pouyastruc 1836 und 1851, danach sank die Bevölkerungszahl bis 1962 auf 294. Seitdem ist die Gemeinde wieder gewachsen.

## Wirtschaft
Bis zum Auftauchen der Reblaus im 19. Jahrhundert war Pouyastruc ein gutes Weinbaugebiet. Heute wird dort nur noch wenig Weinbau betrieben. Wichtige Erwerbszweige sind Holzwirtschaft, Ackerbau und die Zucht von Hausschweinen und Hausrindern. Es gibt ein Sägewerk vor Ort.

## Persönlichkeiten
- Jean Baseilhac (1703–1781), Mediziner und Chirurg